# 1966-os labdarúgó-világbajnokság-selejtező (UEFA – 8. csoport)
Az 1966-os labdarúgó-világbajnokság európai 8. selejtezőcsoportjának mérkőzéseit, és a csoport végeredményét tartalmazó lapja. A csoportban körmérkőzéses, oda-visszavágós rendszerben játszottak egymással a labdarúgó-válogatottak. A selejtezőket 1964. október 21. és 1965. december 7. között rendezték. A csoport győztese automatikus résztvevője lett az 1966-os labdarúgó-világbajnokságnak.
A csoportban Finnország, Lengyelország, Olaszország és Skócia szerepelt.
Olaszország jutott ki az 1966-os világbajnokságra.

## Tabella
| Hely. | Csapat        | M | Gy | D | V | G+ | G– | Gk  | P | Továbbjutás                          |     | Olaszország | Skócia | Lengyelország | Finnország |
| ----- | ------------- | - | -- | - | - | -- | -- | --- | - | ------------------------------------ | --- | ----------- | ------ | ------------- | ---------- |
| 1.    | Olaszország   | 6 | 4  | 1 | 1 | 17 | 3  | +14 | 9 | Kijutott az 1966-os világbajnokságra |     | —           | 3–0    | 6–1           | 6–1        |
| 2.    | Skócia        | 6 | 3  | 1 | 2 | 8  | 8  | 0   | 7 |                                      |     | 1–0         | —      | 1–2           | 3–1        |
| 3.    | Lengyelország | 6 | 2  | 2 | 2 | 11 | 10 | +1  | 6 |                                      | 0–0 | 1–1         | —      | 7–0           |            |
| 4.    | Finnország    | 6 | 1  | 0 | 5 | 5  | 20 | −15 | 2 |                                      | 0–2 | 1–2         | 2–0    | —             |            |

## Mérkőzések
| 1964. október 21. |

| Skócia                         | 3–1         | Finnország   |
| ------------------------------ | ----------- | ------------ |
| Law 2' Chalmers 38' Gibson 42' | Jegyzőkönyv | Peltonen 70' |

| Glasgow Nézőszám: 54,442 Játékvezető: Joseph Hannet (belga) |

| 1964. november 4. |

| Olaszország                                                             | 6–1         | Finnország   |
| ----------------------------------------------------------------------- | ----------- | ------------ |
| Facchetti 1' Holmqvist 8' (öngól) Rivera 16' Bulgarelli 49' Mazzola 54' | Jegyzőkönyv | Peltonen 88' |

| Genova Nézőszám: 23,000 Játékvezető: Manuel Lousada (portugál) |

| 1965. április 18. |

| Lengyelország | 0–0         | Olaszország |
| ------------- | ----------- | ----------- |
|               | Jegyzőkönyv |             |

| Varsó Nézőszám: 31,045 Játékvezető: Piet Roomer (holland) |

| 1965. május 23. |

| Lengyelország | 1–1         | Skócia  |
| ------------- | ----------- | ------- |
| Lentner 52'   | Jegyzőkönyv | Law 76' |

| Chorzów Nézőszám: 67,462 Játékvezető: Szergej Alimov (szovjet) |

| 1965. május 27. |

| Finnország   | 1–2         | Skócia               |
| ------------ | ----------- | -------------------- |
| Hyvärinen 5' | Jegyzőkönyv | Wilson 37' Greig 50' |

| Helsinki Nézőszám: 20,162 Játékvezető: Erwin Vetter (keletnémet) |

| 1965. június 23. |

| Finnország | 0–2         | Olaszország |
| ---------- | ----------- | ----------- |
|            | Jegyzőkönyv | Mazzola 33' |

| Helsinki Nézőszám: 19,995 Játékvezető: Tofik Bahramov (szovjet) |

| 1965. szeptember 26. |

| Finnország               | 2–0         | Lengyelország |
| ------------------------ | ----------- | ------------- |
| Peltonen 1' Nuoranen 27' | Jegyzőkönyv |               |

| Helsinki Nézőszám: 7,859 Játékvezető: Hans Granlund (norvég) |

| 1965. október 13. |

| Skócia      | 1–2         | Lengyelország     |
| ----------- | ----------- | ----------------- |
| McNeill 13' | Jegyzőkönyv | Pol 85' Sadek 86' |

| Glasgow Nézőszám: 107,508 Játékvezető: Hans Carlsson (svéd) |

| 1965. október 24. |

| Lengyelország                                             | 7–0         | Finnország |
| --------------------------------------------------------- | ----------- | ---------- |
| Lubański 19' 21' 24' 41' Pol 29' (11-esből) Sadek 35' 79' | Jegyzőkönyv |            |

| Szczecin Nézőszám: 30,500 Játékvezető: Alois Obtulovic (csehszlovák) |

| 1965. november 1. |

| Olaszország                                | 6–1         | Lengyelország |
| ------------------------------------------ | ----------- | ------------- |
| Mazzola 5' Barison 25' Rivera 71' Mora 79' | Jegyzőkönyv | Lubański 84'  |

| Róma Nézőszám: 63,614 Játékvezető: Ávráhám Klein (izraeli) |

| 1965. november 9. |

| Skócia    | 1–0         | Olaszország |
| --------- | ----------- | ----------- |
| Greig 88' | Jegyzőkönyv |             |

| Glasgow Nézőszám: 100,393 Játékvezető: Rudolf Kreitlein (nyugatnémet) |

| 1965. december 7. |

| Olaszország                         | 3–0         | Skócia |
| ----------------------------------- | ----------- | ------ |
| Pascutti 38' Facchetti 73' Mora 89' | Jegyzőkönyv |        |

| Nápoly Nézőszám: 68,873 Játékvezető: Zsolt István (magyar) |